# روبرت جيمس بيل
روبرت جيمس بيل (بالإنجليزية: Robert James Bell)‏ هو مقدم تلفزيوني أسترالي، ولد في 10 أبريل 1975 في ملبورن في أستراليا.